# Marko Maravič
Marko Maravić, né le 26 juin 1979 à Ljubljana, dans la République socialiste de Slovénie, est un joueur slovène de basket-ball. Il évolue au poste d'ailier fort.